# 12727 Кавендіш
12727 Кавендіш (12727 Cavendish) — астероїд головного поясу, відкритий 14 серпня 1991 року.
Тіссеранів параметр щодо Юпітера — 3,600.